# Urodontinae
Urodontinae – podrodzina chrząszczy z nadrodziny ryjkowców i rodziny kobielatkowatych.
Drobne chrząszcze o owalnym ciele długości poniżej 3 mm. Głowa przed oczami zwężona w krótki ryjek (rostrum). Punkt osadzenia czułków od góry niewidoczny, wskutek umieszczenia w głębokiej bruździe. Tylny brzeg przedplecza bez żeberka i zasłaniający tarczkę. Kształt przedplecza dzwonowaty. Stopy z tylnym brzegiem drugiego członu prostym, a trzecim członem szerszym od obu poprzednich. Pokrywy równomiernie owłosione i nierowkowane. Co najwyżej obecny rowek przy tarczce lub krawędzi pokrywy. Odkryte pygidium z bruzdą w części nasadowej. Odnóża masywnie zbudowane.
Larwy wyróżniają się od innych kobielatkowatych brakiem lub niewyraźnie wykształconymi głaszczkami wargowymi, kompletnym, nieprzerywanym mostkiem tentorialnym oraz obecnością na stronie grzbietowej ciała służących przemieszczaniu ampullae.
Pokarm larw stanowią rdestowate i kapustowate.
Należą tu następujące rodzaje:
- Breviurodon
- Bruchela
- Cercomorphus
- Urodomorphus
- Urodontellus
- Urodontidius
- Urodontus
- Urodoplatus